# 海老原しのぶ
海老原 しのぶ（えびはら しのぶ、1976年? - ） は日本のAV女優。
身長:154cm。スリーサイズ:B101(H)・W60・H93。 

## 略歴
舞台を経て、2004年頃にデビュー。
活動後期はVシネマを中心に出演していた。
2012年に沢村ゆうみ名義で復帰。

## 作品
2004年
- 行列のできる!カリスマレズマッサージ（4月15日、ディープス）共演:相沢みく、長谷川めい（野々宮りん）
- ハメドリズム 01（5月28日、ハマジム）共演:広瀬舞
- 熟ワイセツ裸体(ボディ)（6月17日、桃太郎映像出版）共演:浅見怜
- おっぱいで窒息（ころ）して（8月2日、アロマ企画）他出演:夏目しおん、高井桃、花井ももか
- 熟女おもらし痴態6連発 9（8月15日、マドンナ）オムニバス作品
- 行列のできる!カリスマレズマッサージ　2（8月19日、ディープス）共演:杏野るり、今井智花
- お姉さんに優しい丁寧語でオモチャにされたい2（8月27日、アロマ企画）他出演:鳥越乃亜（乃亜）、高井桃、一ノ瀬悠
- ザ・レイプ 巨乳女教師（9月9日、ヒビノ）他出演:藤田なつ、椎名泉
- レズビアン・ジュース～巨乳娘たちと女教師～（9月15日、プールクラブ）共演:杉山圭、森田もも
- 団地に棲む人妻たち 6（9月15日、マドンナ）オムニバス作品
- ベチョヌル!7（10月8日、ワイルドサイド）共演:大城楓
- ぶらり生殺し旅～金玉ぱんぱんマ●コぬるぬる（10月8日、アロマ企画）他出演:大杉若菜
- ノーブラ揺れ乳 時々 トップレス跳ね乳（10月8日、アロマ企画）オムニバス作品
- 団地妻 誰にも言えない3時間（10月15日、ビッグモーカル）オムニバス作品
- 痴熟女発情オナニー 10（10月15日、マドンナ）オムニバス作品
- 爆乳レズビアン180分（12月25日、サイド・ビー制作室）共演:川久保アンナ、矢口エミリ

2005年
- ～禁断の性～ 友達の母 15（1月15日、マドンナ）オムニバス作品
- バイブの虜 10（1月15日、プールクラブ）他出演:矢崎茜、相川りさ、つつじ、如月潤、栗本ゆい、林マリア、杉山圭、榊のりこ、大橋えみ、長崎玲奈
- 巨乳若妻 101cm Hcup（1月20日、ディープス）
- 陵辱女鑑別所（1月20日、ヒビノ）共演:山本さき、山口みのり、椿ちせ、足立じゅりあ

- 居酒屋の女房 海老原しのぶ33歳(4月6日、ゴールデンルビー）
- 猟奇 阿部定（4月22日、ルビー）共演:星まさみ
- 熟尻（4月28日、ルビー）
- 私は痴女 3時間DX 同体痴力!!淫導無用!!（5月20日、クリスタル映像）他出演:稲葉りお、白鳥るり、恋水りのあ 他
- よだれ艶曲（6月25日、アルファインターナショナル）共演:阿立未来
- 川崎軍二シリーズお寺の一人娘 大黒様の秘部（8月19日、グラフィティジャパン）共演:酒井ちなみ 監督:川崎軍二
- 農家の義母・3（8月20日、ホットエンターテイメント）共演:青山怜加
- 淫らな女の本能（9月9日、アルファインターナショナル）オムニバス作品
- 巨乳人妻 不倫温泉旅行（9月25日、ホットエンターテイメント）オムニバス作品
- 肉欲廃工場の夫婦達（10月5日、グローバルメディアエンターテイメント）共演:坂下れい、藤崎ともよ 監督:川崎軍二
- 愛奴コレクション Vol.01（11月15日、さくら企画）
- 調教note Vol.6　巨乳ちゃん（23歳）（11月15日、さくら企画）
- 仏門後家地獄（11月15日、ジェイモデル）共演:加賀雅
- 女囚アマゾネス・2酒池肉林巨乳ハーレム（11月25日、マックス・エー）共演:藍山みなみ、藤あやめ、美咲あや
- 奴隷堕ち10 人妻肛虐奴隷（ART Video）

2006年
- スケ透けエロマダムⅢ（1月10日、AVS）
- Mの棲む家 其の四（2月3日、ゴーゴーズ）共演:小林みゆき
- 人妻ストリップ 巨乳くびれ腰 あぁ、麗しの団地妻 （3月24日、マックス・エー）他出演:森下理音、菜月レオン、白鳥るり
- 川崎軍二シリーズ 逃げた花嫁（3月24日、グラフィティジャパン）共演:日高ゆりあ
- 近親相姦痴話 4 第四章 母と僕の背徳（3月、写楽）
- 女尻奴隷 2（4月5日、麒麟堂）
- 女穴奴隷(2) 2 電撃!ぶち込み隊（4月、銀映）
- 野外露出投稿 巨乳ちゃん（23歳）（5月1日、さくら企画）
- 強盗に犯された白い肌（5月25日、ホットエンターテイメント）共演:あずま樹、日高ゆりあ
- 艶姿 ボディストッキング遊戯 第一巻（7月10日、AVS）他出演:朝倉まりあ、桜月舞、友崎亜希、筒見友、真咲菜々、朝日里歌、三沢絹
- 大奥 淫の乱 花びら燃ゆ（7月14日（R-15） / 7月28日（R-18）、マックス・エー）共演:吉沢明歩、みひろ、風間恭子、みずなあんり、紫彩乃、華沢レモン、宮地奈々
- 大人の女の下心 遊戯（7月25日、マックス・エー）他出演:白鳥るり、鈴木美帆、白川なつみ、坂下れい
- 生出しお義母さんが教えてあげる 中出○連続3時間（7月28日、ビッグモーカル）オムニバス作品
- 大奥 蕾の乱 明日への契り（8月17日（R-15） /8月31日（R-18）、マックス・エー）共演:みひろ、吉沢明歩、みずなあんり、白鳥るり、しのざきさとみ、華沢レモン、風間恭子、宮地奈々
- 爛熟艶女の性癖願望 健二の部屋 其の三（9月13日、溜池ゴロー）
- ディープキスレズビアン（9月20日、アルファーインターナショナル）共演:桜田さくら、友田真希
- 黒タイト美脚義母（11月10日、ビッグモーカル）オムニバス作品
- 裏大奥 崎山の乱 忍び寄る陰謀（12月29日、マックス・エー）他出演:紫彩乃、みずなあんり、白鳥るり、宮地奈々
- 投稿日記 ENTRY NO.16 巨乳ちゃん（23歳）（さくら企画）
- 投稿日記 ENTRY NO.20 巨乳ちゃん（24歳）（さくら企画）

2007年
- 角 押し付け擦り付け オナニー（11月2日、映天）他出演:白華ユリ、阿立未来、伊藤青葉、辻ありす、琴野まゆか、月平ちか、菜月唯、仲西彩乃

2012年
- 裸の主婦 沢村ゆうみ（36）川崎市在住（12月1日、プラネットプラス）
- パートのおばさんたちは欲求不満で新人バイト君の若い体を狙ってる！ 4（12月6日、グローリークエスト）他出演: 美山蘭子、滝川じゅんこ、沢平秋乃
- 人妻ホテヘル 熟れた人妻の甘い誘惑（12月21日、MANIAC）他出演:滝沢すみれ、北沢涼子、吉野さくら

2013年
- 中出し近親相姦 濡れ透けノーブラ母の日常（1月3日、センタービレッジ）
- 兄嫁なぶり（1月10日、ルビー）
- 母子スワップ ～禁断の実母交姦～（1月20日、STAR PARADISE）共演:石原諒子
- 近親相姦 母子受精 沢村ゆうみ40歳（2月7日、センタービレッジ）
- 人妻温泉 癒し系 42（2月8日、MADAM MANIAC）他出演:伊原詩織、七瀬美香、大石真理子、西野エリカ
- 義母に夜這い 母さんボクを男にして下さい（3月22日発売、MADAM MANIAC）他出演:近藤すみか、神田朋実、寺山あやか

他